# Fie Laursen
Fie Cecilia Laursen (født 3. juli 1996 i Hillerød) er en dansk blogger, YouTuber, forfatter, reality-stjerne, fotomodel og pornoskuespiller på OnlyFans

## Karriere
Hun voksede op i Jægerspris og blev kendt, da hun i 2012 stod frem i Aftenshowet som mobbeoffer, hvorefter hun begyndte at blogge om mode og livsstil. Hun modtog i 2015 Modeblogprisens læserpris. I marts 2016 lagde hun en video på YouTube, hvor hun kritiserede sin offentlige person og indrømmede, at flere af hendes bloghistorier havde været opdigtede, men at hun fremover ville være ærlig. I 2017 modtog hun tre priser: "Årets Bemærkning" og "Årets Sociale Mediebruger" (til Reality Awards) samt "Årets Sociale Mediebruger" (til Teenage Awards).
I 2015 deltog Laursen i en række episoder af Paradise Hotel, Divaer i junglen og senere også i TV3-showet Helt i skoven.
Fie Laursen udgav i maj 2017 bogen Min ærlighed ved People's Press. Samme år udgav Laursen de to singler "Justin" og "Top 10". I 2018 deltog hun igen i Paradise Hotel og gjorde sin entré i realityprogrammet Divaer i junglen.

## Diskografi

### Singler
- "Secret" (2014)
- "Broken Soul" (2015)
- "Justin" (2017)
- "Top 10" (2017)
- "Hånd i Hånd" (2018)
- "Fuck Af" ft Milbo (2019)
- "Mirror" ft Josh Lorenzen (2019)

## Realityprogrammer
- Paradise Hotel, sæson 11 (2015)
- Helt i skoven (2016)
- Til middag hos..., sæson 8 (2018)
- Fies Bryster, sæson 1 (2018)
- Paradise Hotel, sæson 14 (2018)
- Divaer i junglen (2018)
- Ex on the Beach (2019)